# Karljohansvern

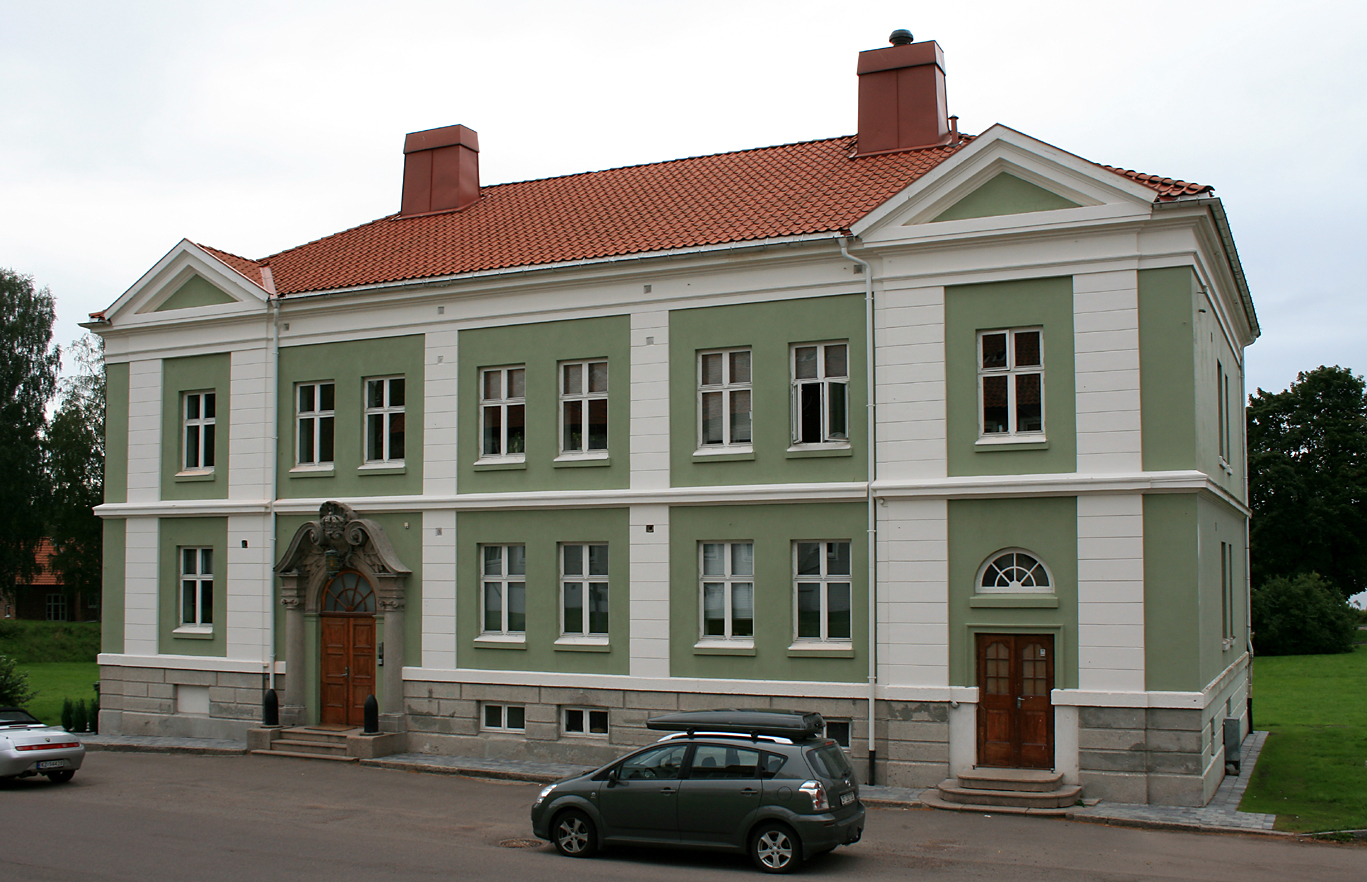
Administration de Karljohansvern et principaux bâtiments résidentiels

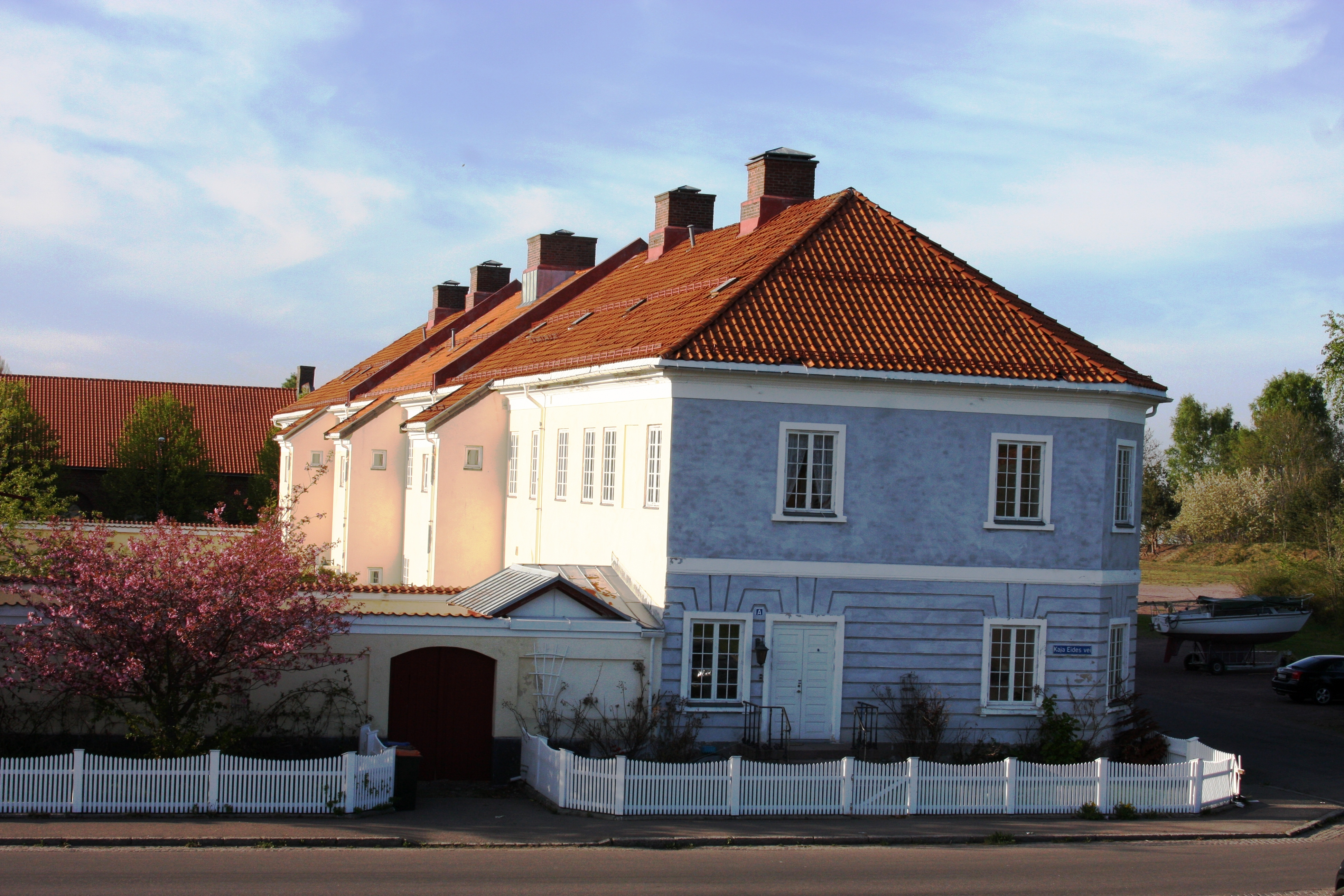
Installation militaire de Karljohansvern

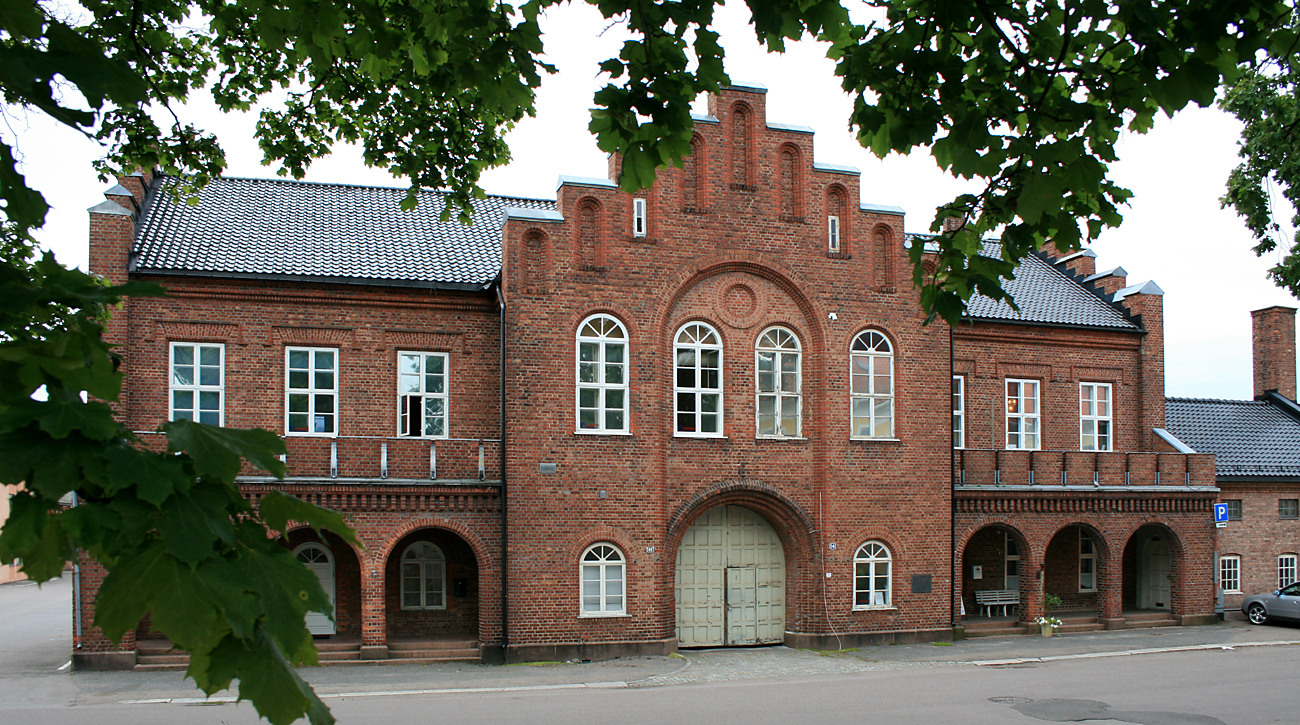
Maison de garde de Karljohansvern

Karjohansvern (Karljohansvern Orlogsstasjon, KJV) à Horten était la base principale de la Marine royale norvégienne de 1850 à 1963.

## Historique
En 1818, il a été décidé d’établir une base navale à Horten. Elle a d’abord été appelé Hortens verft, puis Marinens Hovedværft jusqu’à ce que le roi Oscar Ier la renomme Carljohansværn værft en 1854 (d’après son père Karl Johan). Les chantiers navals ont commencé leur activité en 1820 et le premier lancement d'un navire, une frégate, a eu lieu en 1828.
Le 9 avril 1940, lors de l’invasion allemande de la Norvège, une bataille a eu lieu dans le port lorsque les Allemands ont tenté de s’emparer de la base. L’attaque navale a été repoussée, mais les troupes allemandes ont réussi à déborder les Norvégiens et à les forcer à capituler. Karljohansvern est resté aux mains des Allemands pendant le reste de la Seconde Guerre mondiale, tandis que les navires opérant à partir de la base ont été mis à leur service.
En 1953, le Parlement norvégien a décidé que la base principale de la marine devait être déplacée à Bergen. Lorsque le nouveau siège de Håkonsvern a été officiellement ouvert en 1963, un certain nombre de fonctions ont été transférées de Karljohansvern. En 1968, le gouvernement national a repris le chantier naval et l’a rebaptisé A/S Horten Verft. Il a été fermé en 1987. L’École des candidats officiers de la Marine est restée sur place jusqu’en 2005. Le district naval de l’Est (ØSD) qui y est basé a été dissous en 2002. Le Musée de la marine royale norvégienne (Marinemuseet) et la forteresse de Norske Løve sur Vealøs subsistent. Seule l’île de Vealøs, qui est reliée à Horten par un pont, appartient encore au ministère de la Défense. Toute l’île est toujours une zone militaire, et la zone est bouclée avec des clôtures, de la vidéosurveillance et des postes de garde,,.
L’ancien chantier naval a été transformé en parc industriel, Horten Industripark. Le Musée de la Marine royale norvégienne et la Musique de la Marine royale norvégienne (Horten), un département de l’Établissement norvégien de recherche sur la défense et une partie de l’administration scolaire de la Marine sont toujours présents. En 2001, le musée Preus a déménagé dans l’ancienne installation navale. En 2006, l’ensemble de la base, y compris 73 bâtiments, a reçu le statut de patrimoine protégé par la Direction norvégienne du patrimoine culturel,,.

## Galerie

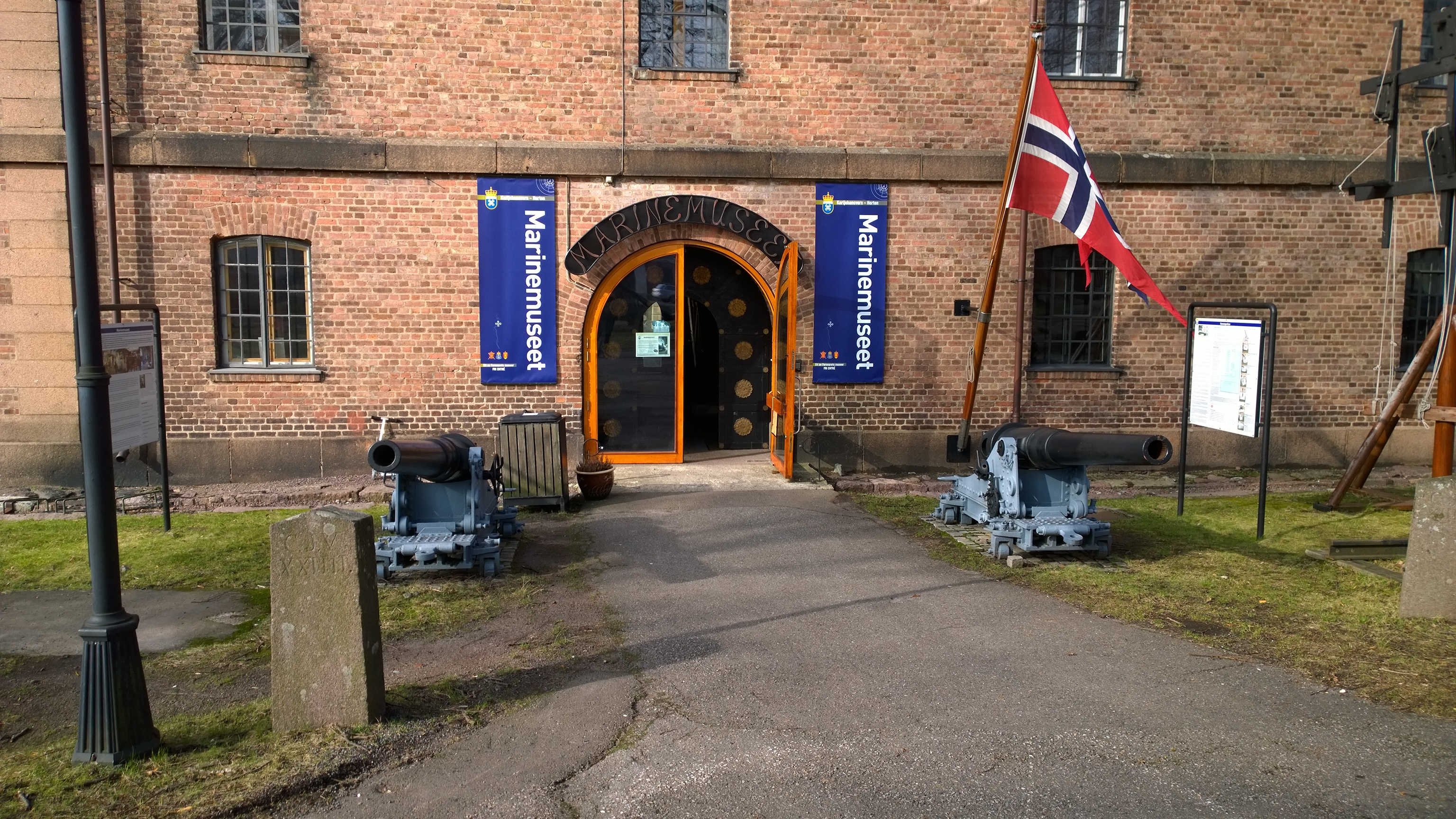
Musée de la Marine royale norvégienne
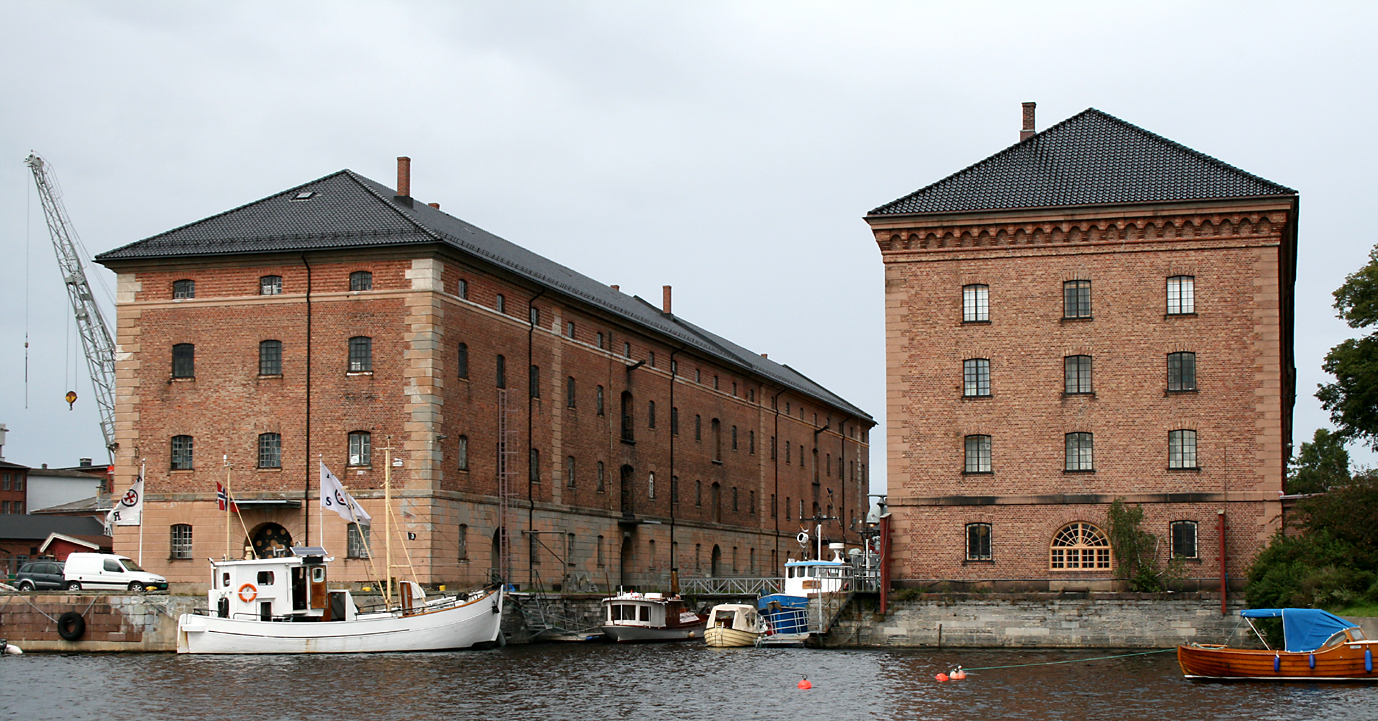
Magasin d’artillerie
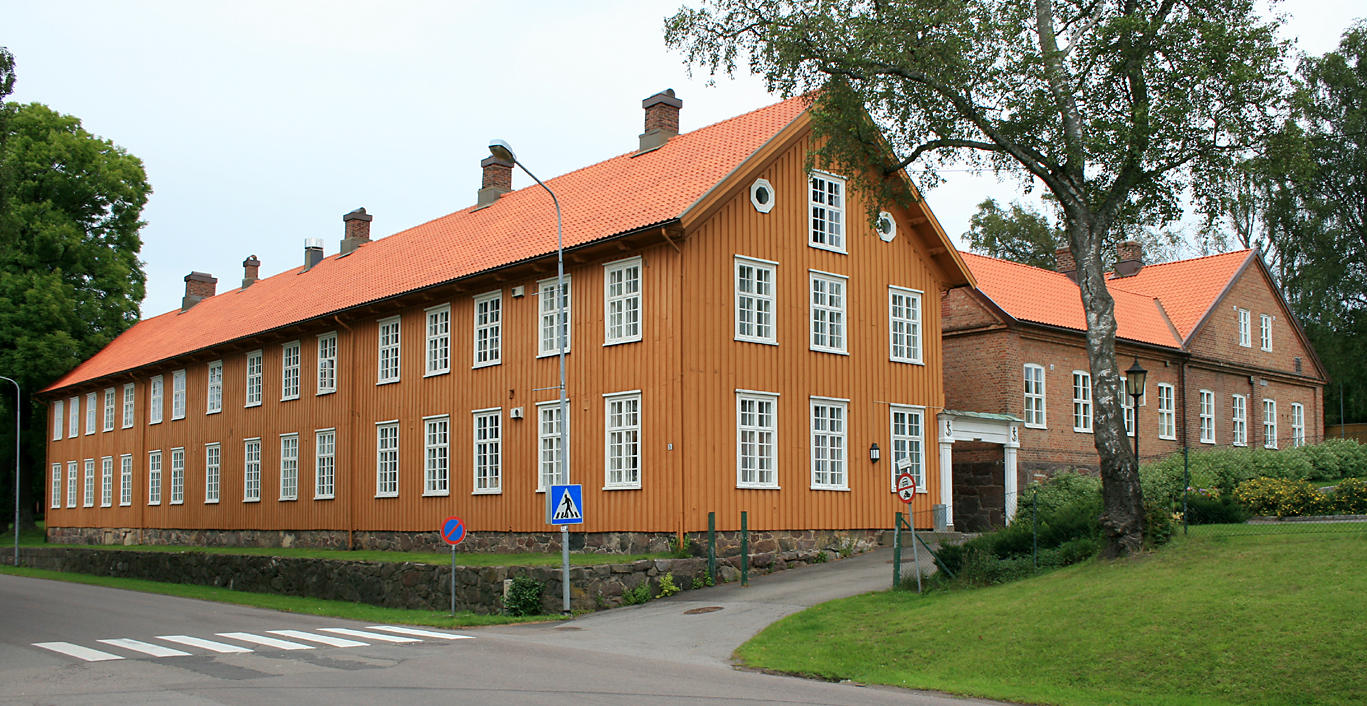
Casernes du Corps naval
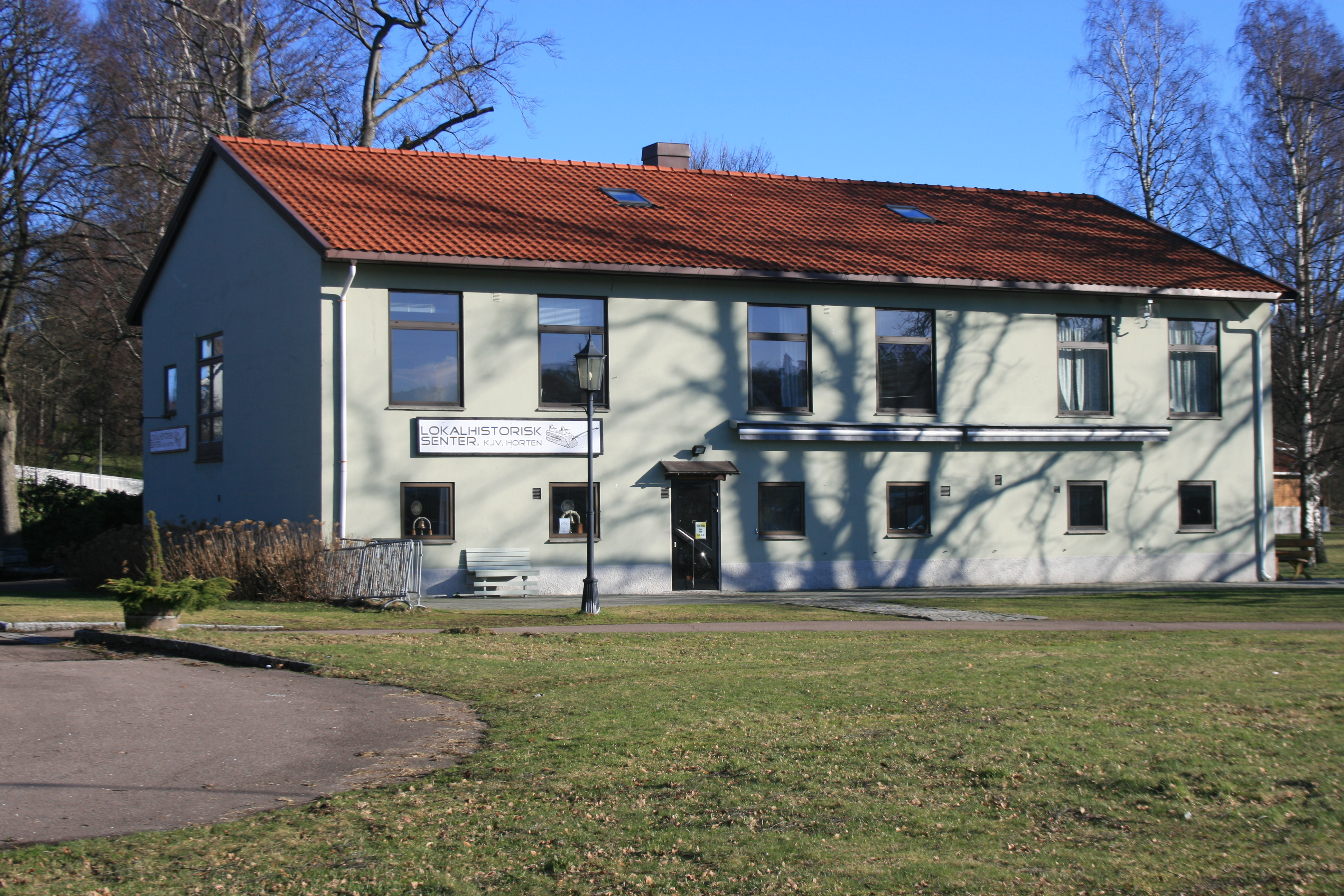
Centre d’histoire locale
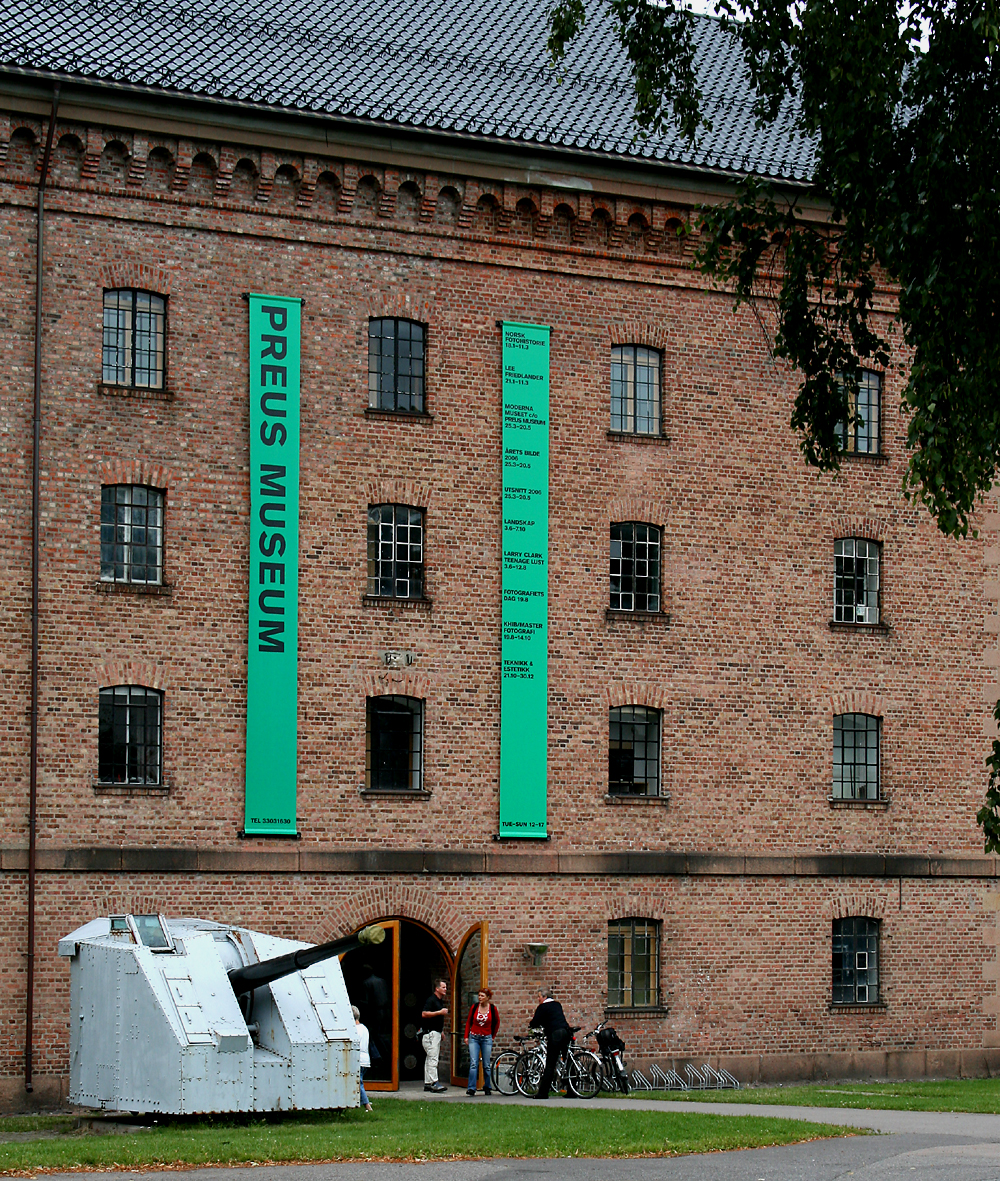
Musée Preus